# Vikariat unter dem Wienerwald
Das Vikariat Unter dem Wienerwald (Vikariat Süd) ist eines der drei Vikariate der Erzdiözese Wien.
Bischofsvikar Petrus Hübner OCist leitete das Vikariat von 1. September 2016 bis zu seinem Tod am 28. Oktober 2022. Erzbischof Kardinal Christoph Schönborn hat mit 22. Januar 2023 Josef Grünwidl zum neuen Bischofsvikar des Vikariates Süd Unter dem Wienerwald der Erzdiözese Wien ernannt.
Das Vikariat ist in folgende Dekanate mit den Pfarren unterteilt:
- Dekanat Baden
  - Bad Vöslau, Baden-St. Christoph, Baden-St. Josef, Baden-St. Stefan, Blumau-Neurißhof, Gainfarn, Günselsdorf, Kottingbrunn, Möllersdorf, Oberwaltersdorf, Oeynhausen, Pfaffstätten, Schönau an der Triesting, Sooß, Tattendorf, Traiskirchen, Tribuswinkel
- Dekanat Bruck an der Leitha
  - Arbesthal, Bruck an der Leitha, Gallbrunn, Göttlesbrunn, Höflein,  Hollern, Mannersdorf am Leithagebirge, Margarethen am Moos, Pachfurth, Pischelsdorf, Rohrau, Sarasdorf, Sommerein, Stixneusiedl, Trautmannsdorf, Wilfleinsdorf
- Dekanat Gloggnitz
  - Dunkelstein-Blindendorf, Edlach an der Rax, Gloggnitz, Payerbach, Prein an der Rax, Reichenau an der Rax, Semmering, St. Valentin-Landschach, Wimpassing im Schwarzatale
- Dekanat Hainburg
  - Bad Deutsch-Altenburg, Berg, Deutsch-Haslau, Hainburg an der Donau, Hundsheim, Maria Ellend, Petronell-Carnuntum, Prellenkirchen, Regelsbrunn, Scharndorf, Wolfsthal
- Dekanat Heiligenkreuz
  - Alland, Gaaden, Heiligenkreuz, Klausen-Leopoldsdorf, Maria Raisenmarkt, Sittendorf, Sulz im Wienerwald, Trumau
- Dekanat Kirchberg
  - Bromberg, Edlitz, Feistritz am Wechsel, Haßbach, Kirchau, Kirchberg am Wechsel, Mönichkirchen, Oberaspang, Scheiblingkirchen, Sankt Corona am Wechsel, St. Peter am Neuwald, Thernberg, Trattenbach, Unteraspang
- Dekanat Kirchschlag
  - Bad Schönau, Gschaidt, Hochneukirchen, Hochwolkersdorf, Hollenthon, Kirchschlag in der Buckligen Welt, Krumbach, Lichtenegg, Schwarzenbach, Wiesmath, Zöbern
- Dekanat Lanzenkirchen
  - Bad Erlach, Katzelsdorf an der Leitha, Lanzenkirchen, Pitten, Schwarzau am Steinfeld, Seebenstein, Walpersbach
- Dekanat Mödling
  - Achau, Biedermannsdorf, Brunn am Gebirge, Gumpoldskirchen, Guntramsdorf-St. Jakobus, Guntramsdorf-St. Josef, Hinterbrühl, Laxenburg, Maria-Enzersdorf-Zum Heiligen Geist, Mödling-Herz Jesu, Mödling-St. Othmar, Münchendorf, Wiener Neudorf
- Dekanat Neunkirchen
  - Grünbach am Schneeberg, Maria Kirchbüchl-Rothengrub, Maiersdorf, Muthmannsdorf, Neunkirchen, Pottschach, Puchberg am Schneeberg, Sieding, St. Johann am Steinfeld, St. Lorenzen am Steinfeld, Ternitz, Würflach
- Dekanat Perchtoldsdorf
  - Breitenfurt-St. Bonifaz, Breitenfurt-St. Johann Nepomuk, Gießhübl, Hennersdorf, Kaltenleutgeben, Laab im Walde, Leopoldsdorf, Perchtoldsdorf, Vösendorf
- Dekanat Piesting
  - Dreistetten, Gutenstein, Matzendorf, Pernitz, Piesting, Rohr im Gebirge, Scheuchenstein, Schwarzau im Gebirge, Steinabrückl, Waidmannsfeld, Waldegg, Wopfing, Wöllersdorf
- Dekanat Pottenstein
  - Altenmarkt an der Triesting, Berndorf-St. Margareta, Berndorf-St. Veit, Enzesfeld, Furth an der Triesting, Grillenberg, Hafnerberg, Hernstein, Hirtenberg, Klein-Mariazell, Leobersdorf, Neuhaus, Pottenstein, St. Corona am Schöpfl, Weißenbach an der Triesting
- Dekanat Purkersdorf
  - Gablitz, Maria-Rast-Kirche Steinbach, Mauerbach, Pressbaum, Purkersdorf, Rekawinkel, Tullnerbach, Wolfsgraben
- Dekanat Schwechat
  - Enzersdorf an der Fischa, Fischamend, Himberg, Mannswörth, Maria Lanzendorf, Rannersdorf, Rauchenwarth, Schwadorf, Schwechat, Velm-Götzendorf, Zwölfaxing, Zu den Heiligen Schutzengeln
- Dekanat Weigelsdorf
  - Au am Leithagebirge, Deutsch-Brodersdorf, Ebreichsdorf, Hof am Leithagebirge, Pottendorf, Reisenberg, Seibersdorf, Unterwaltersdorf, Wampersdorf, Weigelsdorf
- Dekanat Wiener Neustadt
  - Bad Fischau-Brunn, Ebenfurth, Eggendorf, Lichtenwörth, St. Egyden am Steinfeld, Weikersdorf am Steinfelde, Wiener Neustadt-Herz Mariä, Wiener Neustadt-Neukloster, Wiener Neustadt-Propsteipfarre, Winzendorf, Zillingdorf, Zum guten Hirten im Steinfeld (mit mehreren Kirchen)